# Риддок, Линдси
Линдси Риддок (англ. Lindsay Riddoch, 1993 — 2018) — шотландская активистка в области психического здоровья.
Риддок родилась в Эдинбурге и получила образование в средней школе Бороумьюир, колледже United World College of the Atlantic в Уэльсе и в Лондонском университете. В 2014 году она с отличием окончила Школу востоковедения и африканистики Лондонского университета (SOAS) по специальности «История» со специализацией на исламе и Ближнем Востоке. Будучи членом группы цифровых активистов «38 градусов», она выступала за большую ответственность среди депутатов. Риддок страдала от длительных проблем с психическим здоровьем и выступала за улучшение качества услуг в области психического здоровья. Во время учёбы в Атлантик-колледже она запустила сайт «1000 голосов» (англ. 1000 Voices), чтобы помочь подросткам с проблемами психического здоровья. Его продвигал в социальных сетях актёр Стивен Фрай. Она также писала и исполняла стихи, в которых рассказывала о своей борьбе с психическим заболеванием.
Линдси Риддок покончила жизнь самоубийством в декабре 2017 года в возрасте 24 лет. В её память был создан фонд исследований психического здоровья «Words That Carry On».